# Rzeź Béziers
Rzeź Béziers – krwawy epizod wojen albigeńskich w początkach XIII wieku w Langwedocji. Skutkiem zdobycia miasta przez krzyżowców wymordowana została znaczna liczba ludności, a miasto uległo zniszczeniu.

## Przyczyny
Papież Innocenty III ogłosił w 1209 roku krucjatę przeciwko katarom. Hrabia Tuluzy, Rajmund VI, który do tej pory tolerował ich na podległym sobie terenie, postanowił pojednać się z Kościołem i zgodził się wziąć udział w krucjacie. Z ramienia kościoła krucjacie przewodził legat papieski Arnaud Amaury, opat z Cîteaux.

## Przebieg wydarzeń
21 lipca 1209 10-tysięczna armia krzyżowców podeszła pod niewielkie miasteczko Béziers nad rzeką Orb, zamieszkane zarówno przez katolików, jak i katarów oraz Żydów. Dzień wcześniej Raimond-Roger Trencavel, wicehrabia Carcassonne i Béziers, przekonał mieszczan, że powinni się bronić i wytrzymać kilka dni, zanim nadejdzie odsiecz. Tymczasem ani fortyfikacje miejskie, ani mieszkańcy nie byli przygotowani do oblężenia. Mury były stare, od dawna nienaprawiane, bramy miejskie ledwie trzymające się na zawiasach, a mieszkańcy od dawna nieszkoleni w rzemiośle wojennym.
Krzyżowcy oblegli miasto. Zażądali wydania katarów przebywających w mieście. Odmówiono im. Dowódcy zebrali się na naradę, by opracować szczegóły oblężenia, gdy tymczasem na moście nad rzeką pojawił się tłum mieszczan wywijających białymi flagami, strzelających z łuków i rzucających kamienie, wszystko do wtóru głośnych okrzyków mających sprowokować krzyżowców. Kilku rycerzy rzeczywiście ruszyło na most, ale szybko zostali odparci, zostawiając jednego zabitego, którego tłum poćwiartował i wrzucił do rzeki. To sprowokowało licznych, a spragnionych łupów ciurów obozowych. Zaczęli gromadzić się coraz liczniej przed wejściem na most, a pod wieczór zaatakowali i chociaż uzbrojeni byli w większości jedynie w noże i drewniane pałki, furia ich ataku była nadzwyczajna. Mieszczan na moście zatłuczono pałkami w kilka chwil, po czym nastąpił nieskoordynowany, przez nikogo niedowodzony szturm. Atakujący pięli się na mury i gołymi rękoma wyrywali kamienie z zaprawy. Pod uderzeniami drągów, siekier i zaimprowizowanych taranów ustąpiły bramy i rankiem 22 lipca żądny krwi tłum wdarł się do miasta.
W kościele  wyrżnięto w pień 7000 ludzi, w tym mężczyzn, kobiety i dzieci, a nawet odprawiających mszę kapłanów. Podobnie było w kościele Saint-Nazaire i w miejskiej synagodze. Na ulicach miasta zabito dalsze kilka tysięcy. Ludzi mordowano w domach, które po obrabowaniu podpalano. Dopiero w tym momencie wojsko zdecydowało się wkroczyć do akcji. Rycerstwo zajęło się głównie odbieraniem ciurom zrabowanych dóbr i przeszukiwaniem tych miejsc, które uszły uwagi pierwszej fali rabusiów. Tymczasem miasto płonęło coraz większym ogniem. Wkrótce hełmy i kolczugi zaczęły parzyć. Oślepieni dymem zdobywcy rzucili się do ucieczki w panice, tratując się nawzajem, zostawiając na pastwę płomieni tych mieszkańców Béziers, którzy przeżyli masakrę.
W czasie ucieczki z miasta runął do rzeki most miejski, grzebiąc kilkudziesięciu niedawnych rabusiów.
Na wieść o rzezi obrońców Béziers, część katarskich zamków poddała się bez walki.
Namiestnik apostolski, opat Arnaud zdał papieżowi listownie następującą relację: „Dzisiaj Wasza Świątobliwość, dwadzieścia tysięcy mieszkańców wydano mieczowi, niezależnie od posady, wieku czy płci. Po tak wielkiej rzezi ludzkiej miasto zostało splądrowane i spalone. W ten sposób dosięgła je zdumiewająca kara boska.”.
Wg Cezarego z Heisterbach opat Arnaud zapytany przez krzyżowców, jak mają rozpoznać heretyków, którzy, wykorzystując to, że są przemieszani z katolikami, mogą się pod nich podszywać, a później powrócić do wiarołomstwa, miał odpowiedzieć: „Zabijcie wszystkich! Bóg rozpozna swoich” (łac. Caedite eos! Novit enim Dominus qui sunt eius). Régine Pernoud zwróciła uwagę, że Cezary z Heisterbach swe dzieło napisał około sześćdziesiąt lat po opisanych wypadkach i żadne źródło z epoki nie potwierdza tego, by takie słowa padły. Sam Cezary miał według niej „żywą wyobraźnię”. Od 1866 żaden historyk nie traktował tego zdania poważnie.
Mimo że katedra Saint-Nazaire i kościół Św. Marii Magdaleny przetrwały do dziś (odbudowano je po zniszczeniach i pożarach w czasie rzezi), nie ma w nich i w okolicy żadnej informacji o rzezi.